# Championnats des États-Unis d'athlétisme 2019
Navigation
Championnats 2018 Championnats 2020
Les championnats des États-Unis d'athlétisme 2019 se déroulent du 25 au 28 juillet 2019 au Drake Stadium de Des Moines, en Iowa. La compétition détermine les champions d'athlétisme seniors et juniors des États-Unis.

## Faits marquants
Un nouveau record du monde féminin du 400 mètres haies est établi par Dalilah Muhammad en 52 s 20.
Deux records d'Amérique du Nord, d'Amérique centrale et des Caraïbes sont battus : par Sam Kendricks au saut à la perche avec 6,06 m, et par DeAnna Price au lancer du marteau avec 78,24 m.

## Résultats

### Hommes
| Épreuves | Or                            | Argent                              | Bronze                         |
| --- | ----------------------------- | ----------------------------------- | ------------------------------ |
| 100 m (vent : - 1,0 m/s) | Christian Coleman 9 s 99      | Mike Rodgers 10 s 12                | Christopher Belcher 10 s 12    |
| 200 m (vent : - 0,7 m/s) | Noah Lyles 19 s 78            | Christian Coleman 20 s 02           | Ameer Webb 20 s 45             |
| 400 m | Fred Kerley 43 s 64           | Michael Norman 43 s 79              | Nathan Strother 44 s 29        |
| 800 m | Donavan Brazier 1 min 45 s 62 | Clayton Murphy 1 min 46 s 01        | Bryce Hoppel 1 min 46 s 31     |
| 1 500 m | Craig Engels 3 min 44 s 93    | Matthew Centrowitz 3 min 44 s 97    | Josh Thompson 3 min 45 s 25    |
| 5 000 m | Lopez Lomong 13 min 25 s 53   | Paul Chelimo 13 min 25 s 80         | Woody Kincade 13 min 26 s 84   |
| 10 000 m | Lopez Lomong 27 min 30 s 06   | Shadrack Kipchirchir 27 min 47 s 71 | Leonard Korir 28 min 1 s 43    |
| 110 m haies (vent : - 0,8 m/s) | Daniel Roberts 13 s 23        | Grant Holloway 13 s 36              | Devon Allen 13 s 38            |
| 400 m haies | Rai Benjamin 47 s 23          | TJ Holmes 48 s 58                   | Amere Lattin 48 s 66           |
| 3 000 m steeple | Hillary Bor 8 min 18 s 05     | Stanley Kebenei 8 min 19 s 12       | Andy Bayer 8 min 23 s 23       |
| 10 km marche | Nick Christie 41 min 56 s 61  | Emmanuel Corvera 43 min 10 s 87     | John Cody Risch 43 min 36 s 43 |
| Saut en hauteur | Jeron Robinson 2,30 m         | Shelby McEwen 2,30 m                | Jonathan Wells 2,24 m          |
| Saut à la perche | Sam Kendricks 6,06 m (WL, AR) | Cole Walsh 5,76 m                   | KC Lightfoot 5,76 m            |
| Saut en longueur | Ja'Mari Ward 8,12 m           | Will Claye 8,06 m                   | Trumaine Jefferson 8,02 m      |
| Triple saut | Donald Scott 17,74 m          | Will Claye 17,70 m                  | Omar Craddock 17,55 m          |
| Lancer du poids | Ryan Crouser 22,62 m          | Joe Kovacs 22,31 m                  | Darrell Hill 22,11 m           |
| Lancer du disque | Sam Mattis 66,69 m            | Brian Williams 65,76 m              | Kord Ferguson 63,25 m          |
| Lancer du marteau | Conor McCullough 78,14 m      | Rudy Winkler 76,51 m                | Daniel Haugh 76,44 m           |
| Lancer du javelot | Michael Shuey 82,85 m         | Riley Dolezal 82,84 m               | Tim Glover 77,47 m             |
| Décathlon | Devon Williams 8 295 pts      | Solomon Simmons 8 227 pts           | Harrison Williams 8 188 pts    |
| Records et Performances - AR : Record continental (area record) - CR : Record des championnats (championship record) - MR : Record du meeting (meet record) - NR : Record national (national record) - OR : Record olympique (olympic record) - PR : Record paralympique (paralympic record) - PB : Record personnel (personal best) - SB : Meilleure performance personnelle de la saison (season's best) - WL : Meilleure performance mondiale de l'année (world leader) - WJR : Record du monde junior (world junior record) - WR : Record du monde (world record) Circonstances et Conditions - DNF : N'a pas terminé (did not finish) - DNS : N'a pas pris le départ (did not start) - DQ : Disqualification (disqualification) - NM : Aucun essai valable enregistré (No Mark) - Q : Qualifié « directement » au prochain tour (ou à la prochaine compétition), lors d'une compétition majeure, grâce au classement ou à la réalisation des minima (automatic qualifier) - q : Qualifié au prochain tour (ou à la prochaine compétition), lors d'une compétition majeure, grâce au repêchage ou à la réalisation de l'une des meilleures performances parmi celles des « non qualifiés directement » (grâce au meilleur temps ou à la meilleure distance par exemple) (secondary qualifier) |                               |                                     |                                |

### Femmes
| Épreuves | Or                             | Argent                           | Bronze                        |
| --- | ------------------------------ | -------------------------------- | ----------------------------- |
| 100 m (vent : - 1,7 m/s) | Teahna Daniels 11 s 20         | English Gardner 11 s 25          | Morolake Akinosun 11 s 28     |
| 200 m (vent : - 1,2 m/s) | Dezerea Bryant 22 s 47         | Brittany Brown 22 s 61           | Angie Annelus 22 s 71         |
| 400 m | Shakima Wimbley 50 s 21        | Kendall Ellis 50 s 38            | Wadeline Jonathas 50 s 44     |
| 800 m | Ajeé Wilson 1 min 57 s 72      | Hanna Green 1 min 58 s 19        | Raevyn Rogers 1 min 58 s 84   |
| 1 500 m | Shelby Houlihan 4 min 3 s 18   | Jenny Simpson 4 min 3 s 41       | Nikki Hiltz 4 min 3 s 55      |
| 5 000 m | Shelby Houlihan 15 min 15 s 50 | Karissa Schweizer 15 min 17 s 03 | Elinor Purrier 15 min 17 s 46 |
| 10 000 m | Molly Huddle 31 min 58 s 47    | Emily Sisson 32 min 2 s 19       | Kellyn Taylor 32 min 2 s 74   |
| 100 m haies (vent : - 1,2 m/s) | Kendra Harrison 12 s 44        | Nia Ali 12 s 55                  | Brianna McNeal 12 s 61        |
| 400 m haies | Dalilah Muhammad 52 s 20 (WR)  | Sydney McLaughlin 52 s 88 (SB)   | Ashley Spencer 53 s 11 (=PB)  |
| 3 000 m steeple | Emma Coburn 9 min 25 s 63      | Courtney Frerichs 9 min 26 s 61  | Colleen Quigley 9 min 30 s 97 |
| 10 km marche | Katie Burnett 46 min 12 s 45   | Miranda Melville 46 min 49 s 90  | Robyn Stevens 47 min 22 s 54  |
| Saut en hauteur | Vashti Cunningham 1,96 m       | Inika McPherson 1,94 m           | Ty Butts 1,92 m               |
| Saut à la perche | Sandi Morris 4,85 m            | Katie Nageotte 4,80 m            | Jenn Suhr 4,70 m              |
| Saut en longueur | Brittney Reese 7,00 m          | Jasmine Todd 6,79 m              | Shakeela Saunders 6,78 m      |
| Triple saut | Keturah Orji 14,56 m           | Tori Franklin 14,36 m            | Imani Oliver 13,86 m          |
| Lancer du poids | Chase Ealey 19,56 m            | Michelle Carter 18,69 m          | Maggie Ewen 18,44 m           |
| Lancer du disque | Valarie Allman 64,34 m         | Kelsey Card 63,33 m              | Laulauga Tausaga 62,08 m      |
| Lancer du marteau | DeAnna Price 78,24 m (AR)      | Gwen Berry 76,46 m               | Brooke Andersen 75,30 m       |
| Lancer du javelot | Ariana Ince 61,06 m            | Kara Winger 59,73 m              | Jenna Gray 57,29 m            |
| Heptathlon | Erica Bougard 6 663 pts        | Kendell Williams 6 610 pts       | Chari Hawkins 6 230 pts       |
| Records et Performances - AR : Record continental (area record) - CR : Record des championnats (championship record) - MR : Record du meeting (meet record) - NR : Record national (national record) - OR : Record olympique (olympic record) - PR : Record paralympique (paralympic record) - PB : Record personnel (personal best) - SB : Meilleure performance personnelle de la saison (season's best) - WL : Meilleure performance mondiale de l'année (world leader) - WJR : Record du monde junior (world junior record) - WR : Record du monde (world record) Circonstances et Conditions - DNF : N'a pas terminé (did not finish) - DNS : N'a pas pris le départ (did not start) - DQ : Disqualification (disqualification) - NM : Aucun essai valable enregistré (No Mark) - Q : Qualifié « directement » au prochain tour (ou à la prochaine compétition), lors d'une compétition majeure, grâce au classement ou à la réalisation des minima (automatic qualifier) - q : Qualifié au prochain tour (ou à la prochaine compétition), lors d'une compétition majeure, grâce au repêchage ou à la réalisation de l'une des meilleures performances parmi celles des « non qualifiés directement » (grâce au meilleur temps ou à la meilleure distance par exemple) (secondary qualifier) |                                |                                  |                               |